# Basketbolen klub Jambol
Il B.K. Jambol è una società cestistica avente sede a Jambol, in Bulgaria. Fondata nel 1944, gioca nel campionato bulgaro.

## Palmarès
- Campionato bulgaro: 1

2001-2002